# Anna Frithioff
Anna Katarina Elisabet Frithioff (ur. 4 grudnia 1962 w Grännie) – szwedzka biegaczka narciarska, brązowa medalistka mistrzostw świata.

## Kariera
Igrzyska olimpijskie w Lillehammer w 1994 były pierwszymi i zarazem ostatnimi w jej karierze. W swoim najlepszym starcie, w biegu na 30 km techniką klasyczną zajęła 13. miejsce. Ponadto wraz z koleżankami z reprezentacji zajęła szóste miejsce w sztafecie 4 × 5 km.
W 1993 wystartowała na mistrzostwach świata w Falun zajmując 24. miejsce w biegu na 5 km techniką klasyczną oraz szóste miejsce w sztafecie. Swój największy sukces osiągnęła podczas mistrzostw świata w Thunder bay w 1995, gdzie wspólnie z Marie-Helene Westin, Antoniną Ordiną i Anette Fanqvist wywalczyła brązowy medal w sztafecie. Na tych samych mistrzostwach zajęła też między innymi 9. miejsce w biegu na 5 km stylem klasycznym. Dwa lata później, na mistrzostwach w Trondheim jej najlepszym wynikiem indywidualnym było 13. miejsce w biegu na 5 km stylem klasycznym. Wystąpiła także na mistrzostwach świata w Ramsau w 1999 zajmując w swoim najlepszym starcie, na dystansie 30 km techniką klasyczną 19. miejsce. Na kolejnych mistrzostwach już nie startowała.
Najlepsze wyniki w Pucharze Świata osiągnęła w sezonach 1991/1992 i 1993/1994, kiedy to zajmowała 30. miejsce w klasyfikacji generalnej. Nigdy nie stawała na podium zawodów Pucharu Świata. W 1999 zakończyła karierę.

## Osiągnięcia

### Igrzyska olimpijskie
| Miejsce | Dzień     | Rok  | Miejscowość | Konkurencja             | Czas biegu | Strata  | Zwyciężczyni     |
| ------- | --------- | ---- | ----------- | ----------------------- | ---------- | ------- | ---------------- |
| 17.     | 15 lutego | 1994 | Lillehammer | 5 km stylem klasycznym  | 14:08,8    | +1:04,5 | Lubow Jegorowa   |
| 37.     | 17 lutego | 1994 | Lillehammer | 5+10 km pościgowy       | 41:38,9    | +5:19,5 | Lubow Jegorowa   |
| 6.      | 21 lutego | 1994 | Lillehammer | Sztafeta 4 × 5 km       | 57:12,5    | +2:53,3 | Rosja            |
| 13.     | 24 lutego | 1994 | Lillehammer | 30 km stylem klasycznym | 1:25:41,6  | +3:25,6 | Manuela Di Centa |

### Mistrzostwa świata
| Miejsce | Dzień     | Rok  | Miejscowość | Konkurencja             | Czas biegu | Strata  | Zwyciężczyni                   |
| ------- | --------- | ---- | ----------- | ----------------------- | ---------- | ------- | ------------------------------ |
| 24.     | 21 lutego | 1993 | Falun       | 5 km stylem klasycznym  | 14:07,6    | +52,6   | Łarisa Łazutina                |
| 6.      | 25 lutego | 1993 | Falun       | Sztafeta 4 × 5 km       | 54:15,7    | +1:57,2 | Rosja                          |
| 22.     | 10 marca  | 1995 | Thunder Bay | 15 km stylem klasycznym | 41:27,5    | +4:02,3 | Łarisa Łazutina                |
| 9.      | 12 marca  | 1995 | Thunder Bay | 5 km stylem klasycznym  | 15:23,7    | +57,6   | Łarisa Łazutina                |
| 29.     | 14 marca  | 1995 | Thunder Bay | 5+10 km pościgowy       | 43:19,6    | +3:54,4 | Łarisa Łazutina                |
| 3.      | 16 marca  | 1995 | Thunder Bay | Sztafeta 4 × 5 km       | 53:47,6    | +1:31,1 | Rosja                          |
| 13.     | 23 lutego | 1997 | Trondheim   | 5 km stylem klasycznym  | 13:32,7    | +27,8   | Jelena Välbe                   |
| 39.     | 24 lutego | 1997 | Trondheim   | 5+10 km pościgowy       | 39:13,5    | +3:39,9 | Stefania Belmondo Jelena Välbe |
| 8.      | 27 lutego | 1997 | Trondheim   | Sztafeta 4 × 5 km       | 56:40,2    | +2:32,0 | Rosja                          |
| 19.     | 23 lutego | 1997 | Trondheim   | 30 km stylem klasycznym | 1:23:04,9  | +5:48,7 | Jelena Välbe                   |
| 24.     | 22 lutego | 1999 | Ramsau      | 5 km stylem klasycznym  | 12:49,8    | +1:14,2 | Bente Skari                    |
| 54.     | 23 lutego | 1999 | Ramsau      | 5+10 km pościgowy       | 42:27,9    | +6:50,4 | Stefania Belmondo              |
| 8.      | 25 lutego | 1999 | Ramsau      | Sztafeta 4 × 5 km       | 53:05,9    | +2:40,3 | Rosja                          |

### Puchar Świata

#### Miejsca w klasyfikacji generalnej
- sezon 1991/1992: 30.
- sezon 1992/1993: 59.
- sezon 1993/1994: 30.
- sezon 1994/1995: 32.
- sezon 1995/1996: 42.
- sezon 1996/1997: 45.
- sezon 1997/1998: 59.
- sezon 1998/1999: 54.

#### Miejsca na podium
Frithioff nigdy nie stawała na podium zawodów Pucharu Świata.